# Krîva, Rojneativ
Krîva (în ucraineană Крива) este un sat în comuna Hrabiv din raionul Rojneativ, regiunea Ivano-Frankivsk, Ucraina.

## Demografie
Componența lingvistică a localității Krîva
     Ucraineană (100%)
Conform recensământului din 2001, toată populația localității Krîva era vorbitoare de ucraineană (100%).